# Zi de vară
Zi de vară este o pictură în ulei pe pânză realizată de pictorița impresionistă Berthe Morisot în 1879. Pictura înfățișează două femei așezate într-o barcă cu vâsle și a fost pictată în Bois de Boulogne.
Morisot a folosit o paletă destul de neobișnuită în acest tablou. Ea a pictat haina albastră închisă a femeii din stânga cu albastru ceruleum, care era rar folosit de impresioniști. Frunzișul verde este vopsit într-un amestec de verde de Paris, viridian, alb plumburiu și galben cadmiu. Galbenul cadmiu nu era încă utilizat pe scară largă la acel moment.
Proprietatea picturii, parte a disputatului testament al lui Hugh Lane, a fost împărțită din 1959 între National Gallery din Londra și Hugh Lane Gallery din Dublin. Litigiul de proprietate dintre cele două galerii urma să fie rezolvat în 2019.
În 1956, pictura a fost furată de la galeria Tate din Londra de doi studenți irlandezi în timp ce era expus acolo, pentru a evidenția pretenția Irlandei la moștenirea Hugh Lane. Ulterior a fost recuperat după ce a fost lăsat anonim la ambasada Irlandei.